# Eclipsed: The Best of Klaus Nomi
| Recensione | Giudizio |
| ---------- | -------- |
| AllMusic   |          |

Eclipsed: The Best of Klaus Nomi è una raccolta del cantante tedesco Klaus Nomi, pubblicata postuma nel 1999.

## Descrizione
L'album contiene quindici canzoni tratte dai primi quattro album di Klaus Nomi. Non sono inclusi brani inediti.

## Tracce
(CD) Razor & Tie 79301822072 USA 1999
1. Total Eclipse - 3:30
2. Lightning Strikes - 3:0
3. The Cold Song - 4:04
4. Wasting My Time - 4:18
5. You Don't Own Me - 3:42
6. Keys of Life - 2:27
7. Rubberband Lazer - 4:22
8. ICUROK - 4:25
9. After the Fall - 4:45
10. Just One Look - 3:21
11. Ding Dong! The Witch Is Dead - 3:12
12. Simple Man - 4:19
13. Three Wishes - 3:19
14. I Feel Love - 5:32
15. Can't Help Falling in Love - 3:56